# Sanjaasuren Oyun
Sanjaasuren Oyun (en mongol : Санжаасүрэнгийн Оюун), née le 18 janvier 1964 à Oulan-Bator, est une femme politique mongole, présidente de la première Assemblée des Nations unies pour l'environnement de juin 2014 à octobre 2021. Elle fut ministre des Affaires étrangères de décembre 2007 à septembre 2008, et cofondatrice et dirigeante du Parti de la volonté du peuple.

## Biographie
En 1987, elle sort diplômée en géochimie de l'université Charles de Prague. De 1988 à 1990, elle travaille comme géologue dans les aïmguud de Selenge et Hentiy, puis pour le Programme des Nations unies pour le développement. En 1996, elle obtient un doctorat en géologie de l'université de Cambridge, puis travaille pour Rio Tinto.
En novembre 1998, son frère, le député Sanjaasürengiyn Zorig, est assassiné et elle se présente pour le remplacer dans la circonscription de Dornod. En mars 2000, elle participe, avec d'autres membres du Parti démocrate, à la fondation du Parti de la volonté du peuple.
Elle est nommée ministre des Affaires étrangères du gouvernement de coalition de Sanjaagiin Bayar le 4 décembre 2007,, succédant à Nyamaa Enkhbold. Elle est remplacée par Sükhbaataryn Batbold le 19 septembre 2008.
Lors des élections législatives de juin 2008, elle est réélue au Grand Houral d'État. Elle est la seule députée du parti de la volonté du peuple au Grand Houral. Le résultat des élections est controversé et S. Oyun propose à nouveau d'introduire une représentation proportionnelle au Grand Houral (une proposition similaire avait été repoussée fin 2007).
En juin 2014, Sanjaasuren Oyun est nommée à la présidence de la première Assemblée ONU Environnement (anglais : United Nations Environment Assembly ou UNEA),.

## Sources
- (en) Cet article est partiellement ou en totalité issu de l’article de Wikipédia en anglais intitulé « Sanjaasürengiin Oyuun » (voir la liste des auteurs).